# Parlamentswahl in Belgien 2014
- PTB-GO!/PVDA+: 2
- Ecolo: 6
- Groen: 6
- sp.a: 13
- PS: 23
- FDF: 2
- MR: 20
- Open VLD: 14
- cdh: 9
- CD&V: 18
- N-VA: 33
- VB: 3
- PP: 1

- N-VA: 33
- MR: 20
- CD&V: 18
- Open VLD: 14
- PS: 23
- sp.a: 13
- cdh: 9
- Ecolo: 6
- Groen: 6
- VB: 3
- FDF: 2
- PTB-GO!/PVDA+: 2
- PP: 1

Die Wahl zur belgischen Abgeordnetenkammer fand am 25. Mai 2014 und damit am selben Tag wie die Europawahl 2014 statt. Gleichzeitig wurden auch das Flämische Parlament sowie die Parlamente Walloniens, Brüssels und der Deutschsprachigen Gemeinschaft neu gewählt.

## Ausgangssituation
Nach der Wahl am 13. Juni 2010 zogen elf Parteien in die Abgeordnetenkammer ein, sechs niederländischsprachige und fünf französischsprachige Parteien. In Flandern wurde die nationalistische N-VA die größte Partei, gefolgt von der christdemokratischen CD&V. Die sozialdemokratische sp.a und die liberale Open Vld wurden dritt- bzw. viertstärkste Partei; die kleineren Parteien waren der rechtsgerichtete Vlaams Belang, das ökologische Groen und die libertäre Kleinpartei LDD.
Im Süden (Wallonische Region) erhielt die sozialdemokratische PS die meisten Stimmen, gefolgt von der liberalen MR, der christdemokratischen CDH, der ökologischen Ecolo und einer Kleinpartei, der Parti Populaire.
Nach den Wahlen bildeten – nach einem Ringen von 541 Tagen (bis Dezember 2011) – PS, CD&V, MR, sp.a, Open Vld und CDH die Regierung Di Rupo.

## Neuerungen
Am 31. Januar 2014 traten mehrere Verfassungsänderungen in Kraft. Hierdurch hat der Senat künftig keine direkt gewählten Mitglieder mehr und folglich findet nicht mehr gleichzeitig mit der Wahl der Abgeordnetenkammer auch eine Wahl von Senatoren statt. Die Legislaturperiode wurde von vier auf fünf Jahre verlängert und die Wahl zur Abgeordnetenkammer soll zukünftig parallel zur Europawahl stattfinden.
Der umstrittene, die Sprachgrenzen überschreitende Wahlkreis Brüssel-Halle-Vilvoorde wurde aufgelöst.
Zum ersten Mal seit 1991 tritt die FDF, bisher Teil der französischsprachigen Liberalen, wieder eigenständig an.

## Wahlsystem
Jede Provinz und die Hauptstadtregion Brüssel, die seit 1995 keiner Provinz mehr angehört, bilden jeweils einen Wahlkreis. In jedem Wahlkreis werden die Sitze nach dem D’Hondt-Verfahren proportional verteilt. Es gibt eine 5 %-Hürde. In den kleineren Wahlkreisen ist es jedoch möglich, dass auch eine Partei mit einem Stimmenanteil deutlich über 5 % keinen Sitz erhält.
Diese Regelung wurde 2002 eingeführt, galt bei den Wahlen 2003, 2007 und 2010 noch nicht im Gebiet der ehemaligen Provinz Brabant. Nach Auflösung des Wahlkreises Brüssel-Halle-Vilvoorde gibt es ab der Wahl 2014 wieder ein einheitliches Wahlsystem für das ganze Land. Jedoch können die Bewohner von sechs zu Flämisch-Brabant gehörenden Gemeinden ihre Stimme auch für eine Liste im Wahlkreis Brüssel abgeben.
Die Zahl der Abgeordneten je Wahlkreis wird nach der Verfassung alle 10 Jahre gemäß den Bevölkerungszahlen (einschließlich Ausländer) durch königlichen Erlass festgelegt. Da Brüssel einen weit überdurchschnittlichen Ausländeranteil hat, ist dort die Zahl der Wahlberechtigten je Sitz kleiner als im übrigen Land. Gemäß dem königlichen Erlass vom 31. Januar 2013 verteilen sich die Sitze wie folgt auf die Wahlkreise: 
- Region Brüssel-Hauptstadt 15 Sitze

Flandern (Insgesamt 87 Sitze)
- Provinz Westflandern 16 Sitze
- Provinz Ostflandern 20 Sitze
- Provinz Antwerpen 24 Sitze
- Provinz Limburg 12 Sitze
- Provinz Flämisch-Brabant 15 Sitze

Wallonien (Insgesamt 48 Sitze)
- Provinz Wallonisch-Brabant 5 Sitze
- Provinz Hennegau 18 Sitze
- Provinz Namur 6 Sitze
- Provinz Luxemburg 4 Sitze
- Provinz Lüttich 15 Sitze

Jeder Wähler kann eine Liste wählen, indem er entweder die Liste als ganze wählt oder innerhalb einer Liste beliebig vielen Bewerbern jeweils eine Präferenzstimme gibt.

## Umfragen

### Flandern
| Datum      | Auftraggeber                 | N-VA | CD&V | sp.a | OpenVLD | VB   | Groen | PVDA+ | LDD | Andere |
| ---------- | ---------------------------- | ---- | ---- | ---- | ------- | ---- | ----- | ----- | --- | ------ |
| 22.05.2014 | De Morgen, VTM, Le Soir, RTL | 29,8 | 17,1 | 15,0 | 14,2    | 8,8  | 8,4   | 3,4   |     |        |
| 16.05.2014 | De Standaard, VRT            | 31,9 | 19,7 | 14,9 | 13,7    | 7,7  | 9,2   | 2,6   |     |        |
| 25.04.2014 | De Standaard, VRT            | 32,2 | 16,4 | 14,3 | 15,1    | 6,8  | 10,5  | 2,3   |     |        |
| 23.04.2014 | De Morgen, VTM, Le Soir, RTL | 32,8 | 17,6 | 13,5 | 13,5    | 10,3 | 8,7   | 3,4   |     |        |
| 15.04.2014 | RTBF, La Libre Belgique      | 32,9 | 16,9 | 13,6 | 13,5    | 9,9  | 7,6   | 4,1   | 0,2 | 1,3    |
| 10.06.2010 | Wahl 2010                    | 28,0 | 17,6 | 15,3 | 13,7    | 12,6 | 7,1   | 1,4   | 3,8 | 0,5    |

### Wallonie
| Datum      | Auftraggeber                 | PS   | MR   | CDH  | Ecolo | PP  | PTB-GO! | FDF | Andere |
| ---------- | ---------------------------- | ---- | ---- | ---- | ----- | --- | ------- | --- | ------ |
| 22.05.2014 | De Morgen, VTM, Le Soir, RTL | 28,8 | 21,0 | 13,3 | 9,1   | 5,7 | 8,3     | 4,5 | 9,3    |
| 23.04.2014 | De Morgen, VTM, Le Soir, RTL | 28,9 | 23,3 | 13,7 | 10,9  | 7,0 | 9,2     | 2,5 | 4,5    |
| 15.04.2014 | RTBF, La Libre Belgique      | 29,3 | 22,6 | 9,4  | 11,0  | 5,4 | 8,1     | 2,7 | 11,5   |
| 10.06.2010 | Wahl 2010                    | 37,6 | 22,2 | 14,6 | 12,3  | 3,1 | 1,9     | --  | 8,3    |

### Brüssel
| Datum      | Auftraggeber                 | MR   | PS   | CDH  | Ecolo | FDF  | PP  | PTB-GO!/PVDA+ | Open VLD | sp.a | N-VA | VB  | CD&V | Groen | Andere |
| ---------- | ---------------------------- | ---- | ---- | ---- | ----- | ---- | --- | ------------- | -------- | ---- | ---- | --- | ---- | ----- | ------ |
| 22.05.2014 | De Morgen, VTM, Le Soir, RTL | 20,8 | 18,2 | 9,7  | 10,5  | 11,3 | 3,2 | 4,2           | 4,4      | 2,8  | 2,8  | 2,1 | 1,1  |       |        |
| 23.04.2014 | De Morgen, VTM, Le Soir, RTL | 20,3 | 22,5 | 9,8  | 9,6   | 9,3  | 3,9 | 6,0           |          |      |      |     |      |       |        |
| 15.04.2014 | RTBF, La Libre Belgique      | 20,2 | 17,6 | 11,6 | 8,0   | 8,3  | 4,1 | 7,2           | 3,8      | 1,1  | 2,1  | 3,0 | 2,1  | 1,9   | 9,0    |
| 10.06.2010 | Wahl 2010                    | 27,1 | 26,6 | 12,2 | 12,0  | [MR] | 3,5 | 1,6           | 2,3      | 2,0  | 1,8  | 1,7 | 1,6  | 1,6   | 6,0    |

## Ergebnis
Die N-VA wurde bei erheblichen Gewinnen bei weitem stärkste Partei Flanderns und ganz Belgiens. Die Regierungskoalition aus den Sozialisten, Liberalen und Christdemokraten beider Sprachgruppen konnte ihre Mehrheit jedoch auf 97 der 150 Sitze ausbauen. Vlaams Belang erlitt schwere Verluste.
| Partei                                          | Partei                                          | Flandern                                        | Brüssel                                         | Wallonien                                       | BELGIEN   | BELGIEN | BELGIEN | Sitze | +/− |
| Partei                                          | Partei                                          | %                                               | %                                               | %                                               | Stimmen   | %       | +/−     | Sitze | +/− |
| ----------------------------------------------- | ----------------------------------------------- | ----------------------------------------------- | ----------------------------------------------- | ----------------------------------------------- | --------- | ------- | ------- | ----- | --- |
|                                                 | N-VA                                            | 32,4                                            | 2,7                                             |                                                 | 1.366.414 | 20,26   | ▲2,86   | 33    | ▲6  |
|                                                 | PS                                              |                                                 | 24,9                                            | 32,0                                            | 787.165   | 11,67   | ▼2,05   | 23    | ▼3  |
|                                                 | CD&V                                            | 18,6                                            | 1,6                                             |                                                 | 783.060   | 11,61   | ▲0,77   | 18    | ▲1  |
|                                                 | Open Vld                                        | 15,5                                            | 2,7                                             |                                                 | 659.582   | 9,78    | ▲1,17   | 14    | ▲1  |
|                                                 | MR                                              |                                                 | 23,1                                            | 25,8                                            | 650.290   | 9,64    | ▲0,31   | 20    | ▲2  |
|                                                 | sp.a                                            | 14,0                                            | 1,9                                             |                                                 | 595.486   | 8,83    | ▼0,36   | 13    | ▬   |
|                                                 | Groen                                           | 8,6                                             |                                                 |                                                 | 358.947   | 5,32    | ▲0,94   | 6     | ▲1  |
|                                                 | cdH                                             |                                                 | 9,3                                             | 14,0                                            | 336.281   | 4,99    | ▼0,59   | 9     | ▬   |
|                                                 | PTB-GO!/PVDA+                                   | 2,8                                             | 3,8                                             | 5,5                                             | 251.289   | 3,72    | ▲2,17   | 2     | ▲2  |
|                                                 | Vlaams Belang                                   | 5,8                                             | 1,0                                             |                                                 | 247.746   | 3,67    | ▼4,06   | 3     | ▼9  |
|                                                 | Ecolo                                           |                                                 | 10,4                                            | 8,2                                             | 222.551   | 3,30    | ▼1,50   | 6     | ▼2  |
|                                                 | FDF                                             | 0,4                                             | 11,1                                            | 2,4                                             | 121.403   | 1,80    | neu     | 2     | ▲2  |
|                                                 | Parti Populaire                                 |                                                 | 1,7                                             | 4,5                                             | 102.599   | 1,51    | ▲0,24   | 1     | ▬   |
|                                                 | Debout Les Belges!                              |                                                 | 2,2                                             | 2.3                                             | 58.043    | 0,86    | neu     | 0     | neu |
|                                                 | Libertair, Direct, Democratisch                 | 0,7                                             |                                                 |                                                 | 28.414    | 0,42    | ▼1,89   | 0     | ▼1  |
|                                                 | Sonstige                                        | 1,2                                             | 3,5                                             | 5,3                                             | 175.762   | 2,61    | ▼0,68   | 0     | ▬   |
| Gültige Stimmen                                 | Gültige Stimmen                                 | Gültige Stimmen                                 | Gültige Stimmen                                 | Gültige Stimmen                                 | 6.745.059 | 94,24   |         |       |     |
| Ungültige Stimmen                               | Ungültige Stimmen                               | Ungültige Stimmen                               | Ungültige Stimmen                               | Ungültige Stimmen                               | 412.439   | 5,76    |         |       |     |
| Abgegebene Stimmen                              | Abgegebene Stimmen                              | Abgegebene Stimmen                              | Abgegebene Stimmen                              | Abgegebene Stimmen                              | 7.157.498 | 100,00  | —       | 150   | ▬   |
| Anzahl der Wahlberechtigten und Wahlbeteiligung | Anzahl der Wahlberechtigten und Wahlbeteiligung | Anzahl der Wahlberechtigten und Wahlbeteiligung | Anzahl der Wahlberechtigten und Wahlbeteiligung | Anzahl der Wahlberechtigten und Wahlbeteiligung | 8.001.278 | 89,45   | ▲0,23   |       |     |

### Sprachliche Unterschiede
| Ergebnis der Niederländischsprachigen Listen %403020100 32,518,615,314,28,55,92,80,71,2 N-VACD&VOpen VLDsp.aGroenVBPVDALDDSonst.Gewinne und Verlusteim Vergleich zu %p 6 4 2 0 −2 −4 −6 −8+4,3+1,0+1,3−0,8+1,4−6,7+1,4−3,0+0,8N-VACD&VOpen VLDsp.aGroenVBPVDALDDSonst. | Ergebnis der Französischsprachigen Listen %403020100 3125,613,28,85,44,847,3 PSMRcdhEcoloPTB-GO!FDFfPPSonst.Gewinne und Verlusteim Vergleich zu %p 6 4 2 0 −2 −4 −6−4,7+1,4−1,2−3,7+3,5+4,8+0,6−0,6PSMRcdhEcoloPTB-GO!FDFPPSonst.Anmerkungen:f 2010 zusammen mit MR |

### Abstimmungsverhalten nach Blöcken
| Ergebnis nach Blöcken %3020100 20,520,319,416,68,63,71,81,53,9 PS/ sp.aN-VAMR/ VLDcdh/ CD&VEcolo/ GroenPTB-GO!/PVDA+VBFDFhPPSonst.Gewinne und Verlusteim Vergleich zu 2010 %p 4 2 0 −2 −4 −6−2,4+2,9+1,5+0,2−0,6+2,1−4,1+1,8+0,2−1,6PS/ sp.aN-VAMR/ VLDcdh/ CD&VEcolo/ GroenPTB-GO!/PVDA+VBFDFPPSonst.Anmerkungen:h 2010 zusammen mit MR |

## Ergebnisse nach Wahlkantonen
Die Wahlen zur Abgeordnetenkammer werden seit 2003 in 11 Wahlkreisen abgehalten. Die Abgeordneten des 150 Sitze umfassenden und in zwei Sprachgruppen (niederländisch und französisch) unterteilten Parlaments werden direkt von der Bevölkerung der einzelnen Wahlkreise gewählt. Die folgende Wahlkarte zeigt die elf belgischen Wahlkreise (dickere Linie) und die stimmenstärksten Parteien der einzelnen Wahlkantone. Der Wahlkreis Brüssel-Hauptstadt wurde vergrößert dargestellt:

## Indirekte Wahl zum Senat
Nach der Wahl zum Senat durch die einzelnen Parlamente der Regionen und Gemeinschaften konstituierte sich der neue Senat am 3. Juli 2014. Er bestand aus 30 Frauen und 30 Männern und war damit das erste Oberhaus der Welt, in dem mindestens die gleiche Anzahl Frauen wie Männer vertreten waren.

## Regierungsbildung
Am 7. Oktober 2014 einigten sich N-VA, CD&V, MR und Open Vld auf die Bildung einer neuen Regierung. Neuer Ministerpräsident wird Charles Michel (MR). Die Koalition verfügt über 85 der 150 Sitze. Während sich die neue Regierung auf 65 der 87 flämischen Abgeordneten stützen kann, verfügt die MR als einzige beteiligte frankophone Partei nur über 20 der 63 Abgeordnetensitze der frankophonen Parteien. Die frankophonen Christdemokraten (cdH) hatten es abgelehnt, mit der N-VA zu regieren. Zum ersten Mal seit langer Zeit sind die Sozialisten nicht in der Regierung vertreten. Zuletzt gab es von 1981 bis 1988 Regierungen ohne sozialistische Beteiligung.